# Robótine
Robótine (en ucraniano: Роботине, romanizado: Robótyne; en ruso: Работино, romanizado: Rabótino) es un pueblo ucraniano perteneciente al óblast de Zaporiyia. Situado en el sur del país, forma parte del raión de Pologi y parte del municipio (hromada) de Tokmak.

## Geografía
El pueblo está aproximadamente a 15 kilómetros al sureste de Oríjiv, 23 kilómetros al norte de Tokmak y 70 km al sureste de Zaporiyia.

## Historia
El pueblo fue fundado en el año de 1869. Según Yu. Knyazkov, fue fundada como granja en 1818 por inmigrantes de Oríjiv, y su nombre proviene del apellido de los primeros pobladores, Robota. El pueblo tenía un nombre paralelo: Oberemkiv.
Pertenecía al vólost de Solodka Balka, uyezd de Berdiansk (gobernación de Táurida) dentro del Imperio ruso. Hasta 1865 los habitantes pertenecieron a la parroquia de Oríjiv y luego a Kopany. 
El pueblo está ubicado a 23 kilómetros al norte de Tokmak, lo que lo convirtió, en ese momento, en uno de los asentamientos más alejados de Tokmak en el raión de Tokmak.
Hasta el 18 de julio de 2020, Robótine formó parte del raión de Tokmak. El raión fue abolido en julio de 2020 como parte de la reforma administrativa de Ucrania, que redujo el número de raiones del óblast de Zaporiyia a cinco. El raión de Gertsa se fusionó con el raión de Pologi.

### Guerra de Ucrania
A principios de marzo de 2022, las Fuerzas Armadas de Rusia tomaron el control de la aldea como parte de la Invasión rusa de Ucrania. Según relatos locales, durante la ocupación rusa, la vida en el pueblo transcurría sin calefacción, luz ni agua. Una familia restante subsistía de un jardín y compartía comida con los vecinos. Las casas fueron destruidas por los bombardeos diarios.
Se produjeron intensos enfrentamientos cerca de Robótine en medio de la contraofensiva ucraniana de 2023, ya que ocupaba una posición vital en el frente defensivo ruso. La aldea sufrió daños importantes y pérdida de población durante las batallas. El 23 de agosto de 2023, la 47ª Brigada Mecanizada de Ucrania desplegó la bandera ucraniana sobre las ruinas de una escuela local, marcando la captura de la aldea. Ucrania dijo que posteriormente organizó la evacuación segura de los civiles restantes. En el momento de la liberación, sólo quedaba una familia en el pueblo, que fue traslada a la ciudad de Zaporiyia.
El 6 de septiembre de 2023, unidades de la 76ª División de Asalto Aéreo rusa intentaron recuperar sus posiciones perdidas en las líneas de trincheras y las alturas al sur de Robótine. El ataque se realizó desde el oeste y el sur desde Novoprokopivka para restablecer el control sobre la aldea. Después de unas horas de intensos combates y contraataques exitosos lanzados desde el norte y el noreste por el Batallón Skala y unidades de drones de la 47ª Brigada Mecanizada, las unidades rusas fueron derrotadas y obligadas a retirarse.El 24 de febrero de 2024 las tropas rusas contraatacaron y entraron en el centro de Robótine, siendo expulsados posteriormente al no conseguir consolidar sus posiciones.El 15 de mayo de 2024 el Ministerio de Defensa de Rusia publicó que había capturado totalmente Robótine y la evidencia geolocalizada indica que ese era efectivamente el caso a fecha del 20 de mayo.

## Demografía
Según el censo de 2001, la población era de 480 habitantes. En cuanto a la lengua materna de la mayoría de los habitantes, el 92,92%, es el ucraniano; del 6,88%, el ruso.

## Infraestructura

### Transporte
El pueblo se encuentra localizado en la parte de la autopista T-0408, que discurre entre Oríjiv y Tokmak.